# Hamer-Banna jezik
Hamer-Banna jezik (amar, amarcocche, amer, ammar, bana, banna, beshada, cocche, hamar, hamar-koke, hamer, hammer, hammercoche, kara kerre; ISO 639-3: amf), jezik stočarskih plemena Hamar i Banna u Etiopiji, kojim govori oko 42 800 (1994 popis) sjeverno od jezera Turkana, blizu rijeke Omo.
Pripada južnoj podskupini omotskih jezika, afrazijska porodica.

## Glasovi (fonemi)
35: b p b< d t d< c dj g g< q' ts z s S m n nj N w r[ l j h I9 "e9 O9 U9 i e a_ o u 49 k

## Vanjske poveznice
- Ethnologue (14th)
- Ethnologue (15th)